# Голявкин, Виктор Владимирович
Ви́ктор Влади́мирович Голя́вкин (31 августа 1929, Баку — 26 июля 2001, Санкт-Петербург) — русский советский писатель, художник, книжный график. Стал известен как прозаик — автор коротких рассказов, часто юмористических, в которых мир рисуется в детском восприятии, а также маленьких лирических повестей. Иллюстрировал свои книги, его художественные работы приобрёл в своё собрание Государственный Русский музей. Член Союза писателей (1961) и Союза художников (1973).

## Биография
Родился 31 августа 1929 года в г. Баку Азербайджанской ССР, там же прошло его детство. Отец, Владимир Сергеевич, преподавал в музыкальном училище; музыкальные образование и профессию имела и мать, Любовь Николаевна Шарина, поэтому в доме всегда звучала музыка, и сыновей (у Виктора было два младших брата — Борис и Александр) учили игре на музыкальных инструментах (скрипка, арфа, фортепьяно). Однажды Виктор нарисовал карикатуры на гостей, которые приходили к ним музицировать. Тогда отец подарил сыну книгу о живописи и художниках. Виктор прочитывал все книги об изобразительном искусстве, которые ему только удавалось найти, и сам постоянно рисовал. Он посещал художественные выставки, куда ходил вместе со своими друзьями, в будущем известными художниками Таиром Салаховым и Тогрулом Нариманбековым. Другим увлечением был бокс.
Виктору было всего 12 лет, когда началась война. Отец сразу ушёл на фронт, и на военное время Виктор стал старшим мужчиной в семье. Он рисовал карикатуры на Гитлера и нацистов (некоторые из них печатались в газете «Бакинский рабочий»), а после войны уехал в Самарканд и поступил в художественное училище, которое позже было переведено в Ташкент, а затем в Сталинабад.
В 1953 году с отличием окончил художественное училище в Сталинабаде (с 1961 года — Душанбе), после чего переехал в Ленинград, где в 1960 году окончил Академию художеств по специальности «театрально-декорационная живопись».
Ещё учась в Академии, начал писать рассказы, через Бориса Вахтина познакомил с ними известную советскую писательницу Веру Панову (1905—1973), которая одобрила его первые шаги в литературе.
Свои рассказы для детей Виктор публиковал в журналах «Костёр» и «Мурзилка». В 1959 году, когда Голявкину было тридцать лет, вышла его первая книжка детских рассказов «Тетрадки под дождём». Взрослые рассказы он впервые опубликовал в самиздате в 1960 году, в журнале Александра Гинзбурга «Синтаксис»; публикация в официальных изданиях состоялась много позже. Некоторые ранние рассказы были опубликованы в 1999—2000 годах. Произведения Голявкина переведены на польский, болгарский, немецкий, румынский, японский языки и многократно публиковались за рубежом.
В 1973 году Виктор Голявкин вступил в Союз художников СССР — в Ленинградское отделение, секция графики.
Впервые он участвовал в выставке как художник в 1954 году на Отчетной выставке художников Таджикистана в Сталинабаде с картиной «Мы за мир». Впоследствии работы Виктора Голявкина выставлялись на Международной выставке в Москве (1957), на I Всероссийской выставке книжной графики в Союзе художников в Ленинграде (1975), всего более 20 раз. В 1990 году прошла персональная выставка художника в ленинградском Доме писателя. Живописные работы Голявкина выставлялись и после его кончины — к 75-летию писателя и художника в Библиотеке им М. А. Шолохова (СПб), персональная выставка живописи «Ветер, море, паруса и другое» в выставочном Центре Союза Художников Санкт-Петербурга (27 февраля — 7 марта 2010), Выставочный зал Санкт-Петербургского Союза Художников (26.07.11).
С 1966 года проживал в д. 38, к. 4 по Будапештской улице Санкт-Петербурга. 
Виктор Голявкин скончался в Санкт-Петербурге 26 июля 2001 года от инсульта. Похоронен на Комаровском поселковом кладбище.

## Награды
За долголетний добросовестный труд от имени Президиума Верховного Совета СССР решением Ленинградского городского Совета народных депутатов от 30 сентября 1985 года награждён медалью «Ветеран труда». В 2002 году Голявкин был посмертно удостоен почётного диплома Международного совета по детской книге (IBBY Honour List) как лучший детский писатель России.

## Личная жизнь
Жена — Людмила Леонидовна Бубнова (род. 1939 г., деревня Хлобыстово Петровского района Ярославской области), публицист, мемуарист, литературный критик, редактор. Член Союза писателей России с 2003 года, член редколлегии журналов «Аврора» и «На русских просторах». Организатор выставок живописи и графики советского авангарда 1960—1970-х годов. В браке родился сын Никита (1962—2008).

## Оценки современников
Запоминалась его внешность, противоречащая распространённому представлению о том, как выглядит писатель:

…имел мощную шею, массивный корпус и «отбивное», без признаков художественной утончённости лицо, что не мешало ему ненавязчиво, хотя и постоянно, в разумной мере интеллигентно острить; тем самым создавалось впечатление, что разум этого человека помещён создателем в некий иронический рассол и, плавая в нём, насквозь пропитался изящным сарказмом. — Глеб Горбовский
Был известен как великолепный рассказчик

Потеряла наша страна Великого анекдотиста. На каждый случай жизни, по каждому поводу — анекдот. Один из его любимых — о джентльмене, который в 7-м по счёту месяце, 7-го числа, в 7 утра встал… Прекрасное настроение. Сел в трамвай № 7, оторвал билет № 7. Что ни шаг, то удача… Куда дальше? Только на ипподром. И там: трибуна № 7, кресло 7-е. Осталось только поставить на лошадь № 7. И… она пришла к финишу — 7-й… — Николай Кузнецов

## Творчество
Как художник принял участие в формировавшемся художественном авангарде. В Ленинграде стал одним из его лидеров. Близкими по творчеству считал живописцев О. Целкова, М. Казанского и М. Аветисяна.
Особенностью рассказов писателя является их краткость (лаконичные миниатюры — в несколько строк, менее машинописной страницы) вместе с остроумным доброжелательным юмором. Герои его рассказов всегда хоть и смешные, но деятельные и обаятельные, мир в его произведениях обычно изображается в детском восприятии. Длинные рассказы встречаются редко. Примером короткого рассказа является рассказ «Рисунок».
Рассказам Голявкина для взрослых присуща игра со словом, парадоксальность сюжетов, их краткость предельна. Критики отмечали неуловимую стихийную силу произведений писателя, их естественность, а не умозрительную и натужную назидательность, духовную свободу и раскрепощенность автора, найденный им общий язык с детской аудиторией. Динамизм его стилистической манеры изначально противостоял дряблому обывательскому описательству. Но броскость и едкость рассказов Голявкина, их трагический подтекст, создавали трудности для их публикации.

### «Второй залп „Авроры“»
В декабре 1981 года Виктор Голявкин случайно попал в неприятную историю, связанную с 75-летним юбилеем главы страны Л. И. Брежнева: в юбилейном номере 12 журнала «Аврора» за 1981 год и именно на 75-й странице был опубликован короткий рассказ Голявкина «Юбилейная речь», содержащий поздравления неназванному писателю, которые можно было посчитать саркастическими.
Рассказ порождал вполне недвусмысленные аллюзии (Л. И. Брежнев официально был автором нескольких книг, и адресатом «юбилейной речи» можно было счесть его).
В литературных и читательских кругах рассказ получил название «Второй залп Авроры» (по ассоциации с первым залпом в октябре 1917 года). Номер журнала был изъят из продажи и из центральных библиотек, а главный редактор журнала Глеб Горышин и ответственный секретарь Магда Алексеева — уволены «по собственному желанию».

## Избранная библиография
- Тетрадки под дождём. — Л., 1959.
- Повести и рассказы. — Л.: Детская литература, 1964.
- Рисунки на асфальте. — Л.: Детская литература, 1965.
- Города и дети. — Л., 1967.
- Мой добрый папа. — Саратов: Приволжское книжное издательство, 1967. — 96 (ил., рис. автора) с.
- Ты приходи к нам, приходи…. — Л.: Детская литература, 1968.
- Привет вам, птицы: Рассказы. — Л., 1969. — 96 с.
- Надоедливый Миша. — Л.: Детская литература, 1969.
- Короткие повести. — Л.: Детская литература, 1970. — 160 (ил., рис. автора) с.
- Полосы на окнах. — Л.: Детская литература, 1972. — 96 с.
- Удивительные дети. — М.: Детская литература, 1972. — 192 с с.
- Арфа и бокс: Роман. — Л.: Советский писатель, 1969; 1979. — 288; 256 с с.
- Повести. — Л.: Лениздат, 1974.
- Три повести. — Л.: Детская литература, 1977, 1984.
- Этот мальчик: Повесть. — Л.: Детская литература, 1980. — 93 (ил., рис. автора) с.
- Обыкновенные дела. Повесть. — Л., 1981.
- Я жду вас всегда с интересом: Рассказы. — М.: Современник, 1980. — 272 с. — 100 000 экз.
- Один, два, три… Повести. — Л.: Детская литература, 1983.
- Что на лице написано. — Л., 1984.
- Калейдоскоп. — Л.: Лениздат, 1985.
- Большие скорости: Роман, рассказы. — Л.: Советский писатель, 1988. — 512 с. — 100 000 экз.
- Избранное. — Л.: Детская литература, 1989. — 511 (ил., рис. автора) с.
- Любовь и зеркало: Рассказы. — Л.: ЛИО «Редактор», 1991. — 272 с. — 30 000 экз.
- Разрешите пройти. — Л.: Лениздат, 1992.
- Болтуны. — М., 1999.
- Всё будет неплохо. — СПб.: Петербургский Писатель, 2000. — 304 с.
- Знакомое лицо: Рассказы / Е. Перемышлев. — СПб.: Азбука-Классика, 2000. — 384 с.
- Избранные. — М.: Зебра Е, 2004. — 565 с.

## Фильмография
- 1970 — Мой добрый папа (фильм по мотивам одноимённой повести)
- 1972 — Боба и слон
- 1980 — Лялька-Руслан и его друг Санька (телефильм по мотивам повести «Ты приходи к нам, приходи…»)

## Память
Имя Виктора Голявкина носит детская библиотека в Кировском районе Санкт-Петербурга, в библиотеке имени Короленко оформлен «Кабинет Голявкина».